# Mayo Clinic

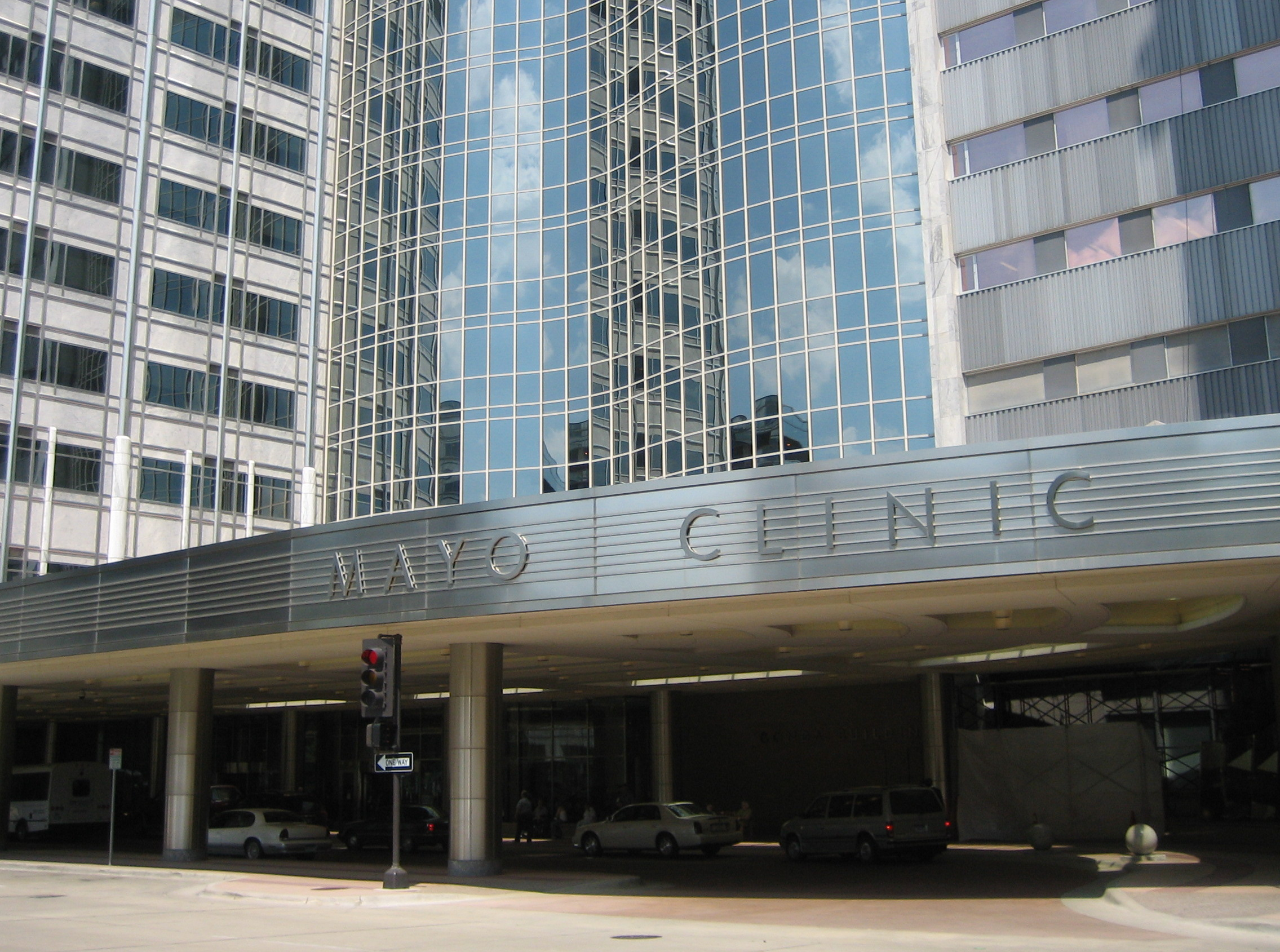
La sede della Mayo a Rochester

La Mayo Clinic è un'organizzazione non-profit per la pratica e la ricerca medica che si trova in tre aree metropolitane degli Stati Uniti d'America: Rochester nel Minnesota, Jacksonville in Florida e Phoenix in Arizona. Il sistema di Mayo Clinic Health consiste in più di 70 ospedali e cliniche in Minnesota, Iowa e Wisconsin. La Mayo Clinic gestisce anche diversi college di medicina, tra cui il Mayo Medical School. La Mayo Clinic è nota per essere in cima alla lista dei più accreditati standard di qualità. La Mayo Clinic è stata sulla rivista Fortune nella lista "100 Best Companies to Work For" per otto anni consecutivi.

## Storia

### Il Saint Marys Hospital

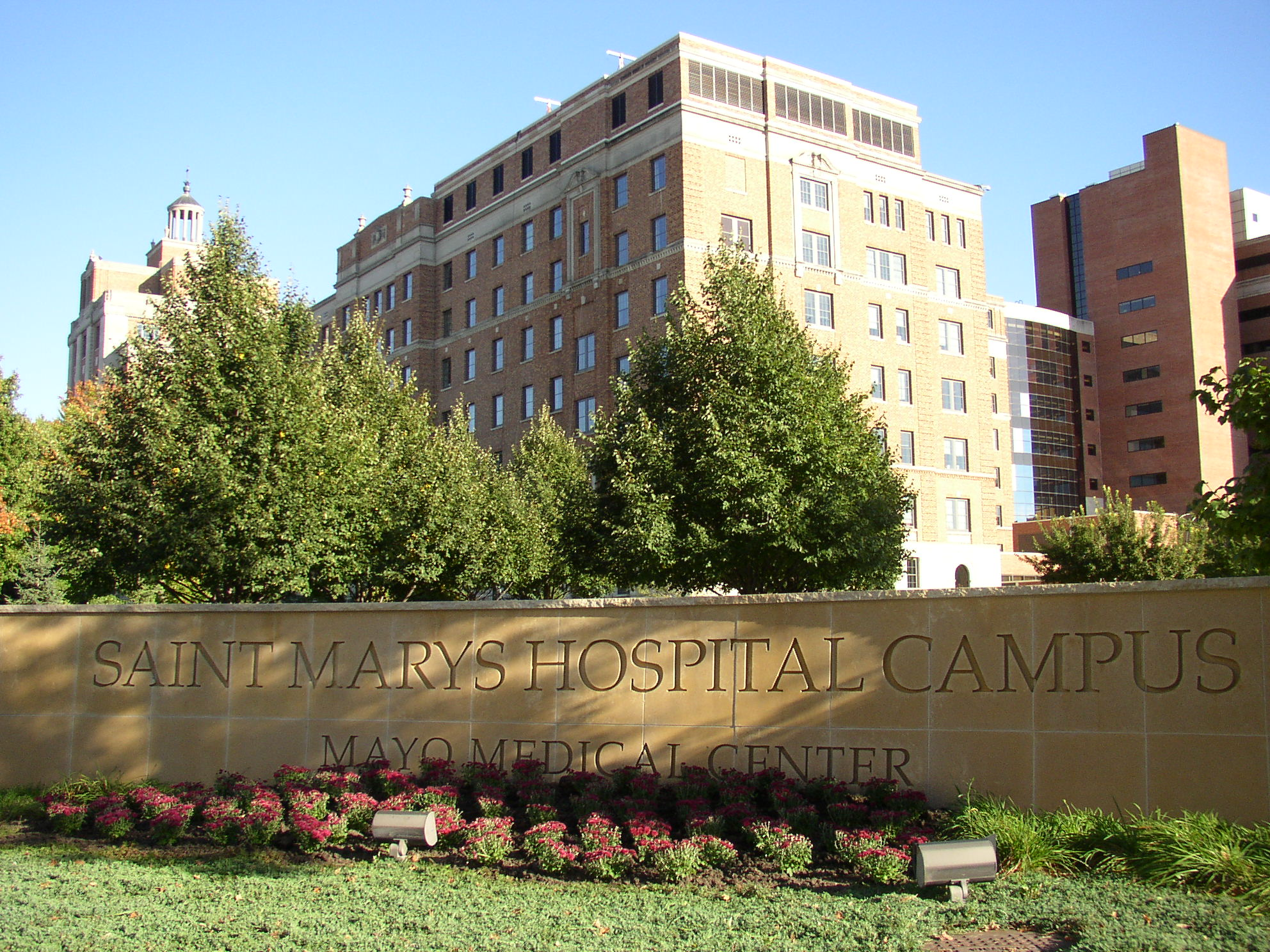
Saint Marys Hospital.

Il 21 agosto 1883 Rochester fu colpita da un tornado. Molti furono i feriti. Il dr. William Worrall Mayo e i figli si presero cura di loro nelle poche abitazioni intatte, aiutati da alcune donne, ma presto si resero conto che, data l'assenza di un'organizzazione vera e propria, la situazione era ingestibile. Chiesero aiuto alle suore di San Francesco che si occuparono dell'organizzazione infermieristica. Poco prima dell'avvenimento il vescovo di Saint Paul, Minnesota, aveva proposto alla Madre Superiora Alfred di costruire un ospedale a Rochester, ma data la mancanza di fondi l'idea era stata accantonata. Nel 1883 fu chiaro che Rochester aveva bisogno di un ospedale. Madre Alfred chiese l'opinione del dr. W.W. Mayo, il quale sostenne che la città era troppo piccola per un ospedale e inoltre non vi erano fondi a sufficienza. Nonostante questo per quattro anni le suore raccolsero i fondi necessari per la costruzione e il dr. Mayo si occupò di studiare la possibile architettura della struttura. A tal fine visitò numerosi ospedali, osservandone l'organizzazione, la suddivisione in piani e tutto il materiale necessario. Il Saint Marys Hospital fu inaugurato nel 1889, un giorno in anticipo per permettere al dr. Charles Mayo, assistito dal fratello Will, di eseguire un intervento. In una settimana furono ricoverati otto pazienti e fu assunta la prima infermiera, Edith Graham, futura moglie di Charles. L'ospedale accettava qualsiasi tipo di paziente, senza distinzioni di tipo razziale, sessuale o religioso. Era disponibile verso qualunque medico desiderasse portare lì il suo paziente e operarlo. La struttura era difficile da raggiungere a piedi e a causa dell'assenza di linee telefoniche, era piuttosto complicato contattare i dottori in caso di emergenze. Inoltre gli ospedali erano visti a quel tempo come i luoghi in cui si perdeva la speranza, non luoghi di guarigione, per questo molti pazienti preferivano ancora essere visitati in casa propria. Nonostante questo col tempo i pazienti aumentarono e il San Mary Hospital ebbe sempre più successo. Soddisfatto dei risultati ottenuti, il dr. W.W. Mayo decise che l'ospedale era pronto per essere indipendente, così i pazienti iniziarono a pagare per i servizi loro offerti. Con questo denaro furono rese più confortevoli le stanze, fu acquistato il materiale necessario per gli interventi, fu installata una linea telefonica e uno strumento che permettesse ai pazienti di chiamare le infermiere più rapidamente. L'autosufficienza e l'efficienza dell'ospedale fecero svanire tutte le opposizioni ed i disaccordi incontrati precedentemente. Per diversi anni i dottori Mayo e le suore collaborarono al fine di migliorare la nuova struttura.

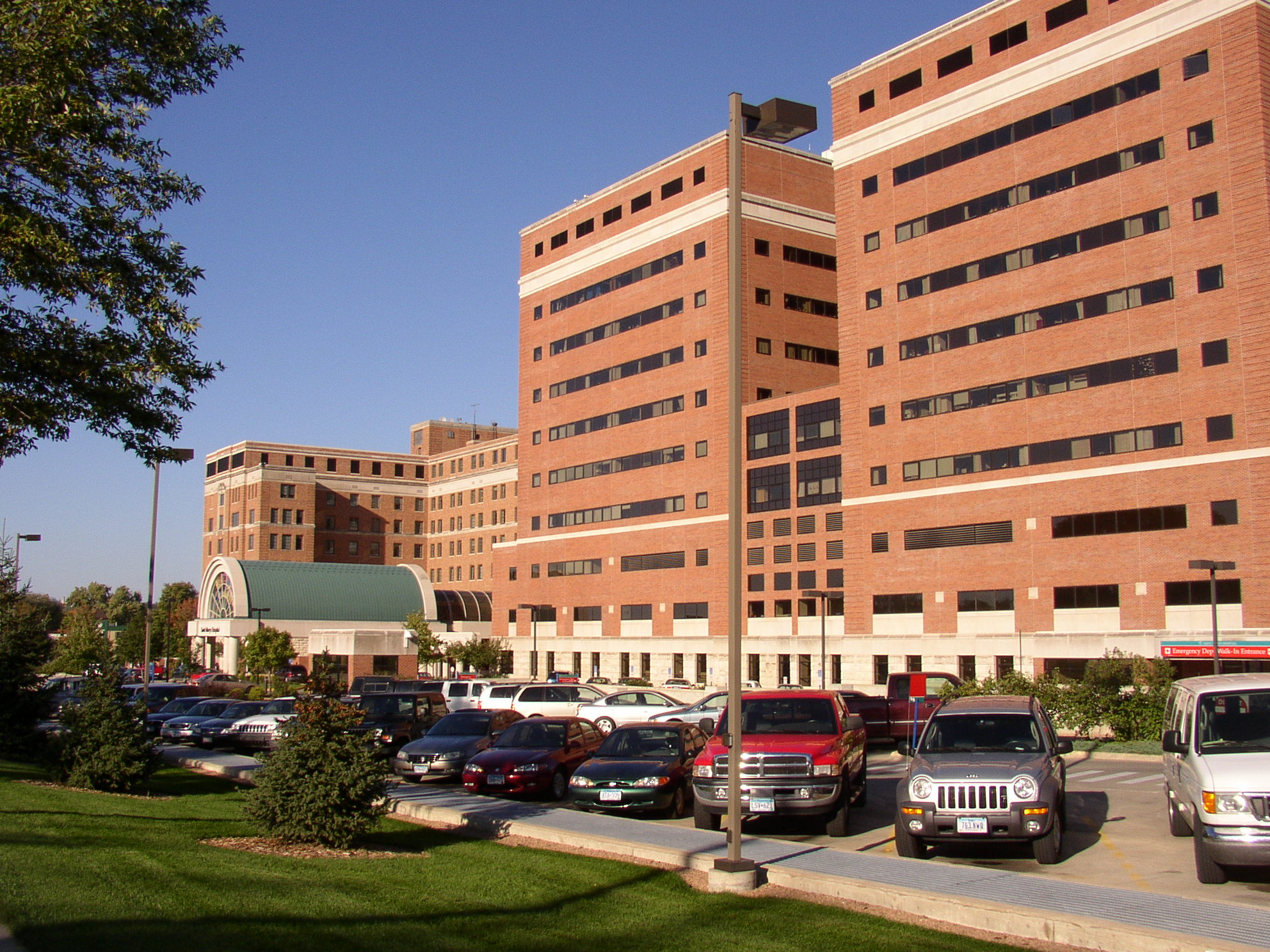
Saint Marys Hospital, ingresso principale.

### Lo sviluppo
La clinica crebbe ed i due fratelli ebbero presto bisogno di un terzo medico. Il dr. W.W. Mayo era troppo occupato con le sue campagne politiche. Rifiutavano l'ipotesi di un neolaureato, perché cercavano una persona con esperienza, affidabile e responsabile, di cui i pazienti si fidassero. Fu scelto il dr. August Stinchfield, assunto nel 1892. Edith Graham continuava a lavorare alla clinica come anestesista ed infermiera e suo fratello, Christopher Graham fu scelto come apprendista medico. Il giovane si interessò ai casi di gravidanza e divenne molto abile nella diagnosi differenziale. Nel 1895 Wilhelm Conrad Röntgen introdusse i raggi x e dopo due mesi il dr. J. Cross comprò il dispositivo, utilizzato dai Mayo per molto tempo a causa della sua utilità nella diagnostica, finché non ne acquistarono uno proprio. Col tempo il numero degli interventi richiesti aumentò e fu impossibile per i due fratelli assistersi a vicenda. Sorella Joseph, divenne anestesista ed assistente del dr. Will. Come primo assistente del dr. Carlie fu scelto Melvic C. Miller, come anestesista Isabella Herb nel 1899. Nel 1901 fu assunto Henry Plummer, che stupì il dr. Will per la sua conoscenza del sangue. Nello stesso anno anche Edward Judd catturò l'interesse del dr. Charlie, il quale lo scelse come assistente. Il dr. Judd fu il terzo chirurgo del Saint Marys Hospital. Nel 1904 fu costruita una terza ala della clinica per far fronte all'eccessivo numero di pazienti. I fratelli Mayo erano generosi con i pazienti che non erano in grado di pagare, per loro il pagamento veniva diminuito o annullato. Nonostante questo i guadagni dei due fratelli crebbero rapidamente a causa della quantità di lavoro a cui si sottoponevano. Così decisero di affidare la gestione delle loro finanze a Burt Eaton. Fu proprio quest'uomo a suggerire al dr. Will la stipulazione di contratti con i medici del Saint Marys Hospital.

### Il "Surgeons Club"
il 7 giugno 1906 sette visitatori di Rochester fondarono l'International Surgeons club. Lo scopo era di discutere insieme del lavoro fatto al Saint Marys Hospital dai dottori Mayo. Chiunque poteva farne parte donando un contributo iniziale (50 centesimi inizialmente, poi un dollaro, infine due). Venivano scelte ogni lunedì persone incaricate di informarsi sugli interventi che sarebbero stati svolti quella settimana in modo da poterli presentare e discutere successivamente. In poco più di un mese il club divenne attività fondamentale per tutti i medici in visita a Rochester. Il tutto fu organizzato dagli stessi visitatori, i fratelli Mayo non ebbero alcun ruolo, ma furono eletti membri onorari del club e partecipavano agli incontri solo se era loro richiesto di parlare, poiché entrambi desideravano permettere ai medici in visita di discutere liberamente e sollevarli da qualsiasi forma di imbarazzo dovuta alla loro presenza. Sotto richiesta del dr. W.J. Mayo fu abbandonato l'aggettivo internazionale e il club prese semplicemente il nome di Surgeons Club. Il nome iniziale non era irragionevole, poiché nella prima settimana dalla sua fondazione, il club aveva ammesso Alexis Thompson, Henry Stokes, W.H. Parkers e Baron Kamihiro Takaki, chirurgo generale della marina giapponese. Per la fine dell'estate il club includeva più di trecento membri. Col tempo il club divenne un'ottima scuola di specializzazione, considerando che i fratelli Mayo insegnavano chirurgia durante gli interventi, alcuni dei medici più famosi, venuti lì ad assistere, commentavano e esponevano le loro opinioni e altri ancora insegnavano le varie fasi della diagnostica. Durante gli interventi i due fratelli esponevano ai presenti la storia clinica del paziente, la diagnosi, ne descrivevano le condizioni al ricovero, spiegavano cosa avevano fatto e perché. La loro chirurgia non era originale spesso, eppure loro dimostravano di essere interessati alla metodologia migliore, indipendentemente da chi fosse stato ad introdurla. Entrambi erano sinceri circa il loro ruolo e informavano sempre i loro visitatori dove avessero appreso questa o quella pratica. Non di rado nominavano Joseph Price, Ochsner, Murphy e Halsted. Quando i medici si complimentavano per la loro sincerità i fratelli Mayo dicevano, citavano il padre, che nessun uomo è grande abbastanza da essere indipendente dagli altri. Capitava che altri medici mandassero loro dei pazienti e li accompagnavano fino a Rochester, così i Mayo furono noti come i chirurghi dei chirurghi, anche perché divennero medici di alcuni professori di chirurgia del Philadelphia Medical College come J. William White, Charles H. Frazier e William W. Keen.

### La Mayo Clinic

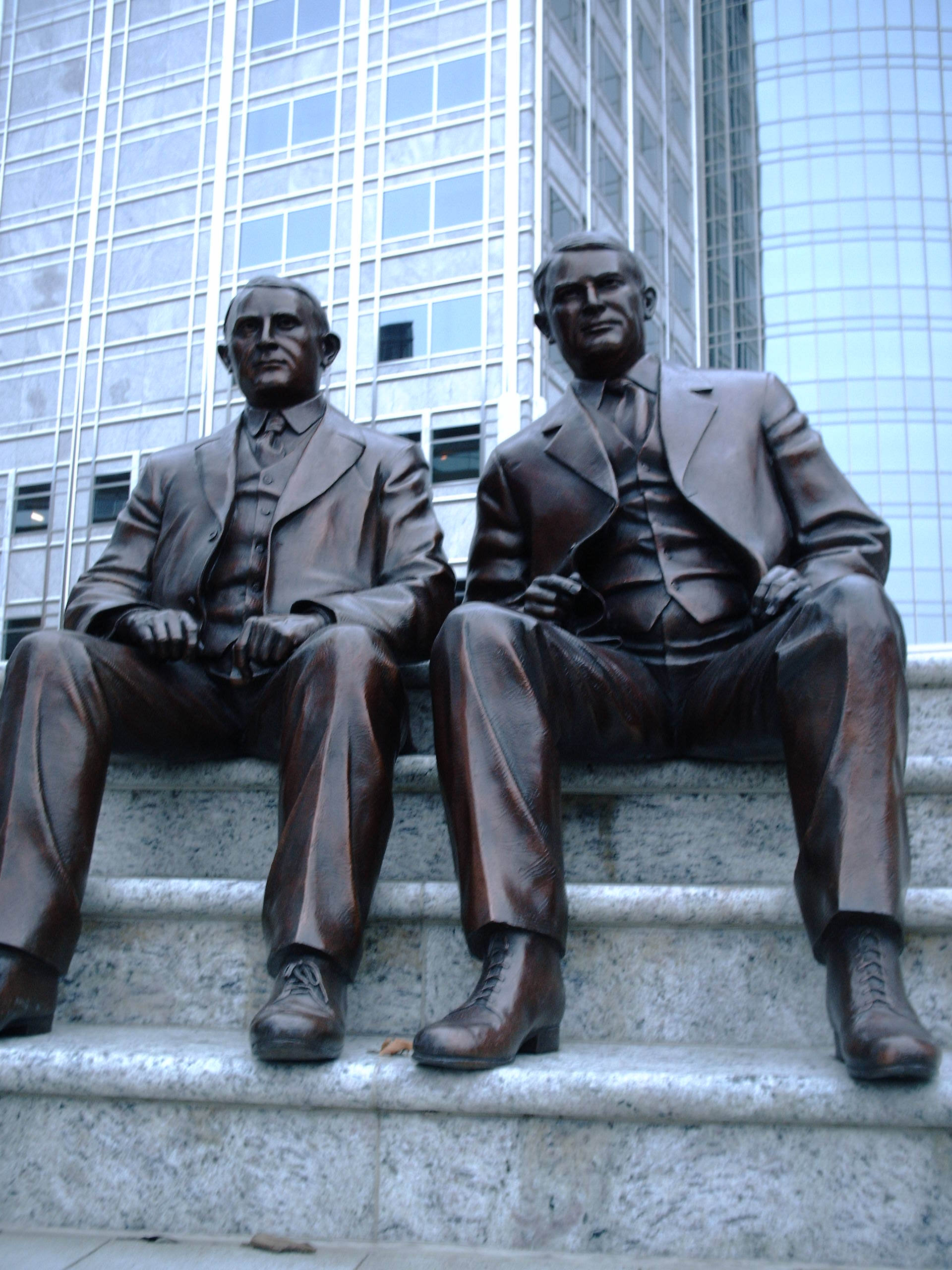
Statua dei fratelli Mayo

Non è possibile stabilire con esattezza una data per la fondazione della Mayo Clinic, si è formata gradualmente. Iniziata col dr. W.W. Mayo, è poi fiorita grazie ai suoi due figli. I pazienti furono persuasi dai due giovani a venire alla clinica per le visite piuttosto che farsi visitare a casa. Si aggiunsero i primi collaboratori e la costruzione dei laboratori.
I risultati ottenuti condussero ad un aumento dei pazienti e di conseguenza alla necessità di nuovo personale. Il dr. Stinchfiel si ritirò a causa di una malattia nel 1906 e fu sostituito dal dr. Herber Z. Giffin, laureato alla Johns Hopkins Medical School. Si aggiunsero William F. Braasch, Arch H. Logan, insegnante di medicina all'università di Pittsburgh, Walter D. Shelden, Justus Mattews e Gordon B. New per la chirurgia delle orecchie, naso e gola, Carl Fisher, per la chirurgia degli occhi, Emil H. Beckman, per la chirurgia generale assieme al dr. Judd, Melvin S. Henderson e Donald C. Balfour, laureati all'università di Toronto. Il dr. Graham si specializzò nelle diagnosi riguardanti le malattie dell'apparato gastrointestinale. I fratelli Mayo erano insoddisfatti però del settore ortopedico che non aveva avuto sviluppi, questo fino a quando non conobbero Robert Jones di Liverpool, che convinse il dr. Henderson a specializzarsi in ortopedia. Egli andò a studiare all'estero presso Harold Stiles ad Edimburgo e Arbuthnot Lane a Londra. Al suo ritorno l'ospedale fece notevoli progressi in questo ambito. Era abitudine dei fratelli Mayo spronare i loro collaboratori a compiere viaggi di apprendimento e studio presso altre cliniche e ospedali. Desideravano che essi avessero tempo per la ricerca e sviluppassero indipendenza nelle loro opinioni ed azioni. Parallelamente alla chirurgia si svilupparono anche le tecniche per le analisi di laboratorio ed il laboratorio dei raggi-X, sotto la supervisione del dr. Plummer e del dr. Russell D. Carman. Furono costruiti nuovi edifici adibiti a laboratori, ma sebbene tali strutture avevano inizialmente solo lo scopo di aiutare i medici nella diagnosi, col tempo si svilupparono anche ricerche in differenti settori come la batteriologia e la biochimica. Fu il dr. Kendall che, tramite le sue ricerche ed i suoi esperimenti, scoprì ed isolò l'ormone della tiroide a cui diede il nome di Tiroxina. Tale scoperta fu di supporto per le successive ricerche riguardanti l'endocrinologia, non solo al Saint Marys Hospital. W.W. Keen di Filadelfia suggerì ai Mayo di scrivere maggiormente, in modo tale da diffondere con più facilità le loro scoperte e i loro successi. Fu fatto grazie all'aiuto di Maud H. Mellish, giovane donna molto intelligente, che si prese il compito di correggere e migliorare la stesura degli articoli da pubblicare e di comporre un libro, costituito dagli scritti dei drs. Mayo, Plummer, Graham e Judd, dal titolo: Collected Papers by the staff of St. Mary's Hospital Mayo Clinic. Un altro passo in avanti nell'assunzione del nuovo nome (Mayo Clinic) fu fatto quando il dr. Willson suggerì di riferirsi agli assistenti come si usava fare all'Università di Oxford: compagni, dall'inglese Fellow e precisamente compagni della Mayo Clinic. L'aumento del numero di pazienti e dei membri dello staff provocò un necessario aggiornamento della metodologia di catalogazione e di registrazione dei dati. Ogni documento relativo al paziente veniva conservato in una cartella, dall'anamnesi alle visite e i pareri dei medici. Le cartelle venivano poi catalogate per nome del paziente, data, malattia e terapia utilizzata.

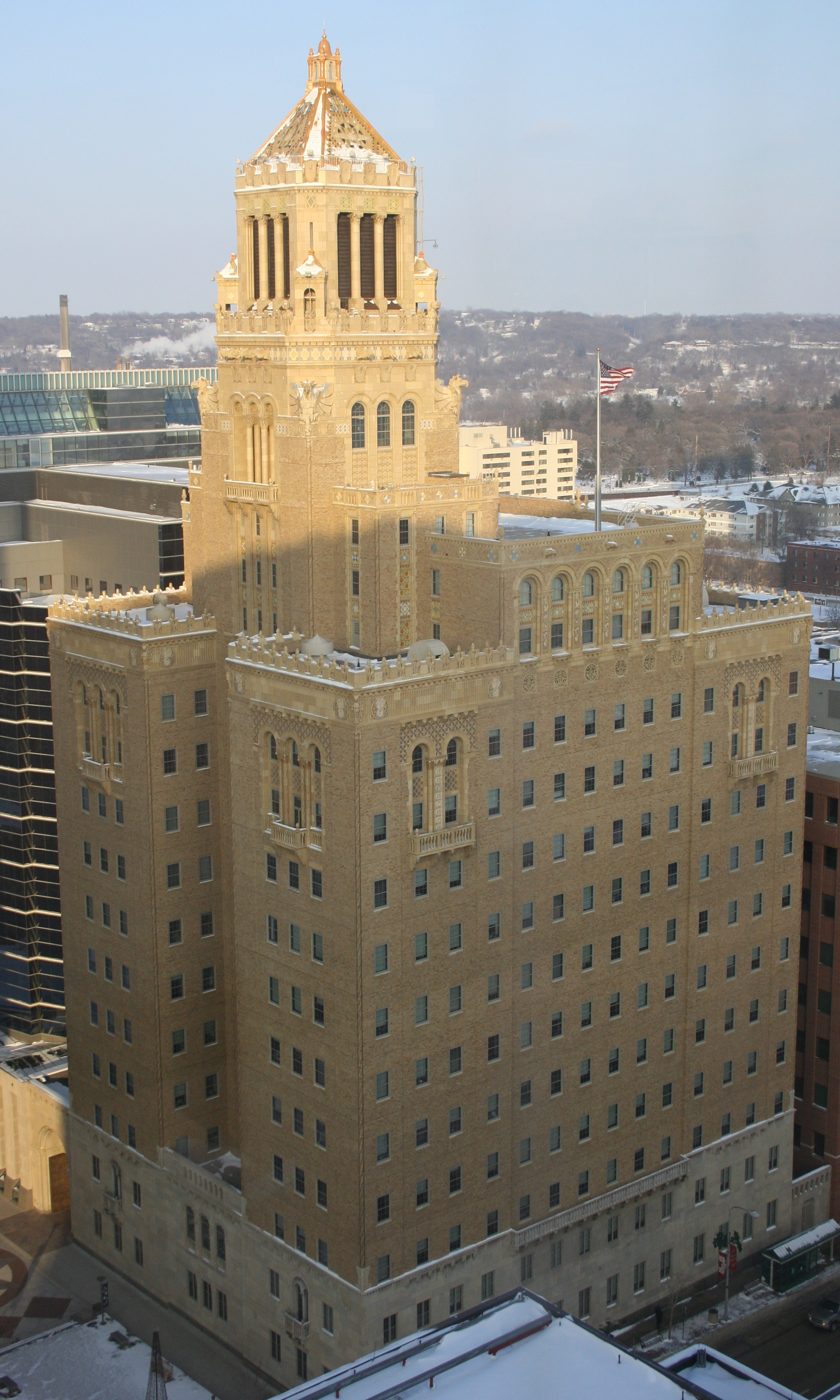
L'edificio Plummer

### L'edificio Plummer
Il problema del sovraffollamento e delle troppe richieste fu affrontato con l'ampliamento del Saint Marys Hospital e in seguito con la costruzione di un nuovo edificio progettato dal dr. Plummer. L'edificio fu inaugurato il 6 marzo 1914. Qui furono trasferiti tutti i laboratori e suddivisi in divisioni. Ogni dipartimento era gestito da un assistente, ad eccezione dei settori oftalmologia, otorinolaringoiatra, e ortopedia, che furono raggruppate nell'unica divisione di chirurgia generale, sotto la supervisione del dr. Will. La patologia clinica fu gestita dal dr. Sanford, la patologia chirurgica dal dr. MacCarty, medicina sperimentale dal dr. Mann, biochimica sperimentale dal dr. Kendall. Il tutto fu organizzato e successivamente gestito dal dr. Plummer. Fu installata, sotto sua richiesta, la prima rete telefonica intercomunicante. Con la fondazione del nuovo edificio la Mayo Clinic emerse come un'istituzione distinta, una clinica completa di laboratori e indipendente da qualsiasi ospedale. In tal modo le sue sezioni aumentarono e le sue attività si espansero maggiormente.

### Personaggi famosi
Oltre al già citato Dr. Plummer, tra le figure di spicco che hanno lavorato alla Mayo Clinic si conta il medico italiano Giancarlo Rastelli (1933-1970), celebre per la Classificazione del Canale Atrio-Ventricolare Completo e per la Procedura Rastelli.